# Michaela Meijer
Sara Michaela Meijer (née le 30 juillet 1993) est une athlète suédoise, spécialiste du saut à la perche.

## Carrière
Elle remporte la médaille d'argent en 4,50 m lors des Championnats d'Europe espoirs 2015.
Le 24 août 2015, elle bat son record personnel à Pékin en qualification des Championnats du monde mais ne franchit aucune barre lors de la finale.
Le 9 juillet 2016, Meijer prend la 5e place des Championnats d'Europe d'Amsterdam, à seulement 10 centimètres de la médaille de bronze de sa compatriote Angelica Bengtsson (4,65 m).
Le 2 juillet 2017 à Göteborg, Michaela Meijer bat le record de Suède d'Angelica Bengtsson (4,70 m en 2015) en effaçant une barre à 4,71 m. Néanmoins, le 4 août, lors des qualifications aux championnats du monde de Londres, elle échoue à franchir sa barre d'entrée à 4,35 m et n'entre pas en finale. 
Elle entame sa saison 2019 avec une victoire en franchissant 4,50 m à Orléans lors de la première étape du Perche Elite Tour. A cette occasion, elle tente une barre à 4,75 m (synonyme de nouveau record de Suède) qu'elle échoue cependant à franchir. Le 10 février 2019, à Bærum en Norvège elle réussit cette fois-ci à franchir 4,75 m dépossédant Angelica Bengtsson du record de Suède. 
En 2020 elle bat le record de Suède de Bengtsson avec 4,83 m réalisés à Norrköping.

## Vie personnelle
Le 12 avril 2023, elle révèle avoir été violée pendant son enfance à plusieurs reprises par une connaissance. Un procès ne s'est jamais tenu, l'agresseur étant décédé avant la fin de la procédure judiciaire.

## Palmarès
| Date | Compétition                       | Lieu             | Résultat | Marque |
| ---- | --------------------------------- | ---------------- | -------- | ------ |
| 2009 | Championnats du monde cadets      | Bressanone       | 2e       | 4,10 m |
| 2010 | Championnats du monde juniors     | Moncton          | finale   | NM     |
| 2014 | Championnats d'Europe par équipes | Brunswick        | 6e       | 4,25 m |
| 2015 | Championnats d'Europe en salle    | Prague           | 9e       | 4,55 m |
| 2015 | Championnats d'Europe espoirs     | Tallinn          | 2e       | 4,50 m |
| 2015 | Championnats du monde             | Pékin            | finale   | NM     |
| 2016 | Championnats d'Europe             | Amsterdam        | 5e       | 4,55 m |
| 2016 | Jeux olympiques                   | Rio de Janeiro   | qual.    | 4,45 m |
| 2016 | Finnkampen                        | Tampere          | 3e       | 4,37 m |
| 2017 | Championnats d'Europe en salle    | Belgrade         | 5e       | 4,55 m |
| 2017 | Ligue de diamant                  | Ligue de diamant | 8e       | 4,55 m |
| 2019 | Championnats d'Europe en salle    | Glasgow          | 8e       | 4,45 m |
| 2019 | Ligue de diamant                  | Ligue de diamant | 12e      | 4,41 m |
| 2021 | Championnats d'Europe en salle    | Toruń            | 9e       | 4,35 m |
| 2023 | Championnats d'Europe en salle    | Istanbul         | 7e       | 4,45 m |

## Records
| Épreuve          | Épreuve   | Marque      | Lieu       | Date            |
| ---------------- | --------- | ----------- | ---------- | --------------- |
| Saut à la perche | Plein air | 4,83 m (NR) | Norrköping | 1er août 2020   |
| Saut à la perche | En salle  | 4,75 m      | Bærum      | 10 février 2019 |